# Памятник погибшим воинам-володарцам
Памятник погибшим воинам-володарцам — памятник в Заволжском районе города Ульяновска. Посвящён подвигу воинам-володарцам, погибшим в годы Великой Отечественной войны.

## История
Памятник открыт в 1967 году на площади ДК им. 1 Мая, в микрорайоне «Нижняя Терраса». Композиция из красного гранита, созданная скульптором Г. В. Васильевым. В 1985 году была открыта стела с памятными досками с именами володарцев-фронтовиков.

Памятник изображён в филателии. Министерство связи СССР выпустило 24.05.1968 г. ХМК «Ульяновск. Памятник рабочим машиностроительного завода, павшим в боях с фашистскими захватчиками (1941—1945 гг.)».

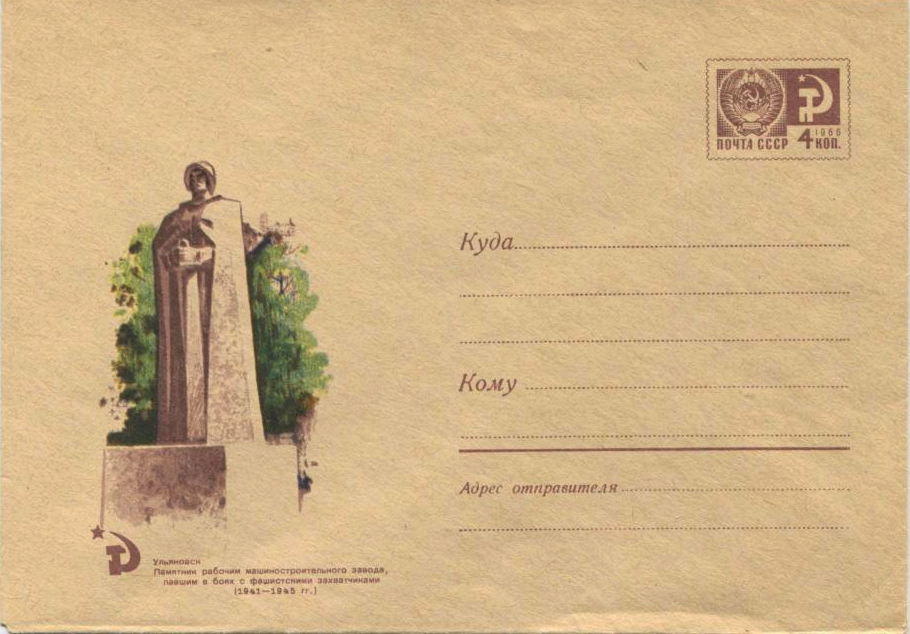
ХМК СССР, 1968. Ульяновск. Памятник рабочим машзавода, павшим в боях с фашистскими захватчиками.

## Галерея

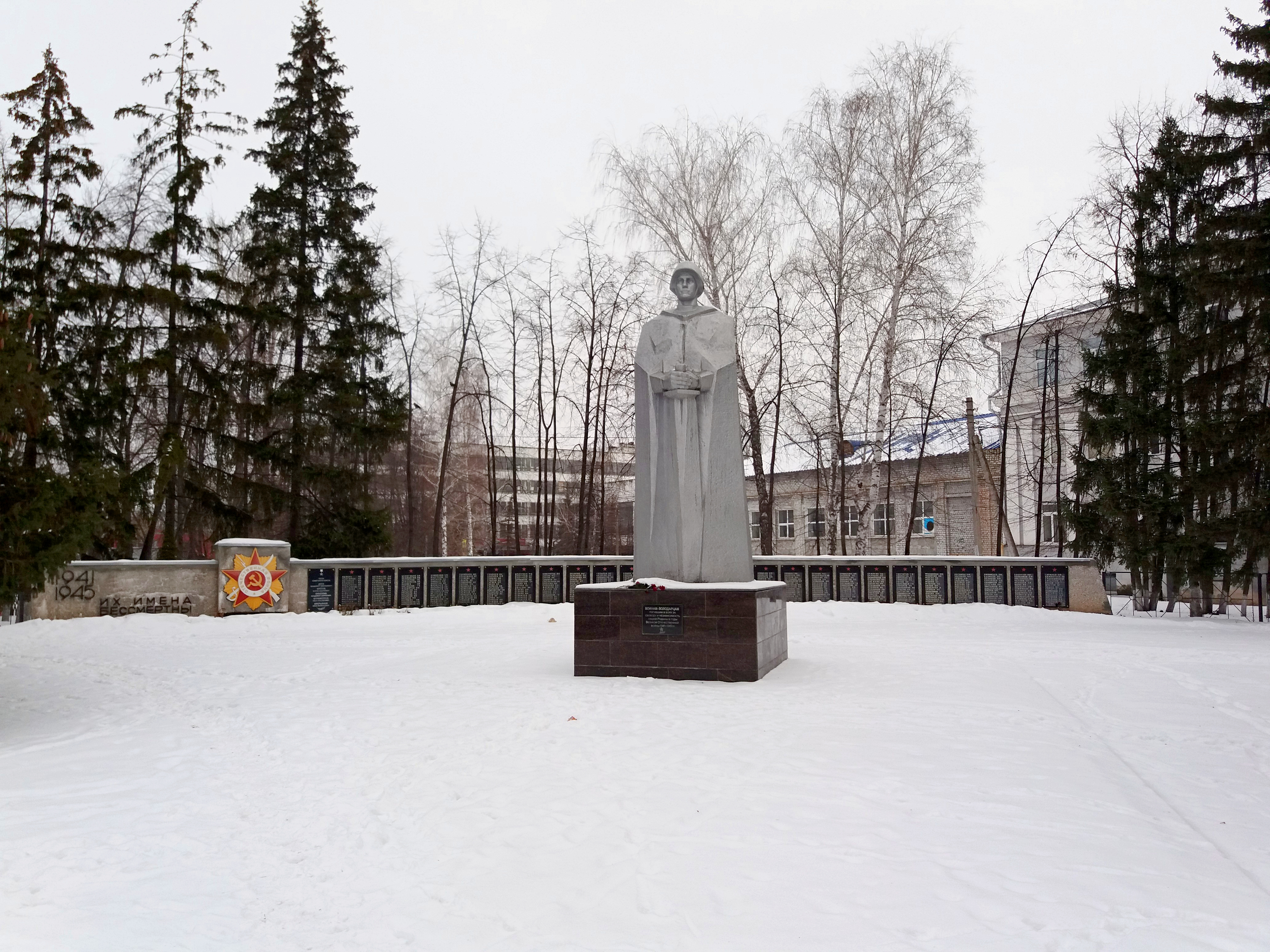
Монумент Войнам-володарцам погибшим в ВОВ.
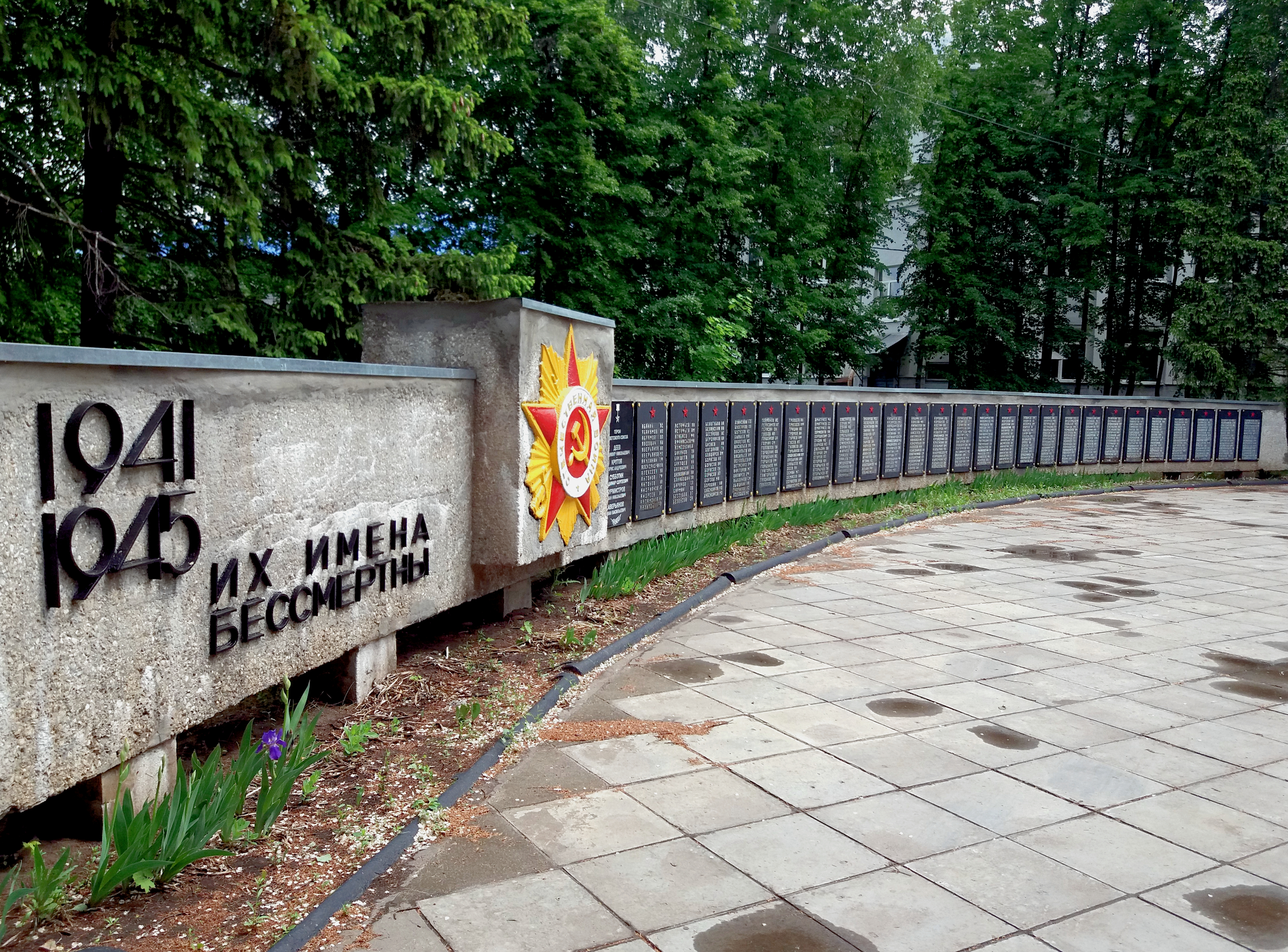
Стела «Войнам-володарцам погибшим в Великой Отечественной войне».